# 김영록
김영록(金瑛錄, 1955년 2월 17일~)은 대한민국의 제38·39대 전라남도지사인 정치인이다.

## 학력
- 1967 광주서석국민학교 졸업
- 1970 광주서중학교 졸업
- 1973 광주제일고등학교 졸업
- 1979. 8. 건국대학교 행정학 학사
- 1987. 6. 미국 시라큐스대학원 석사

## 생애
전라남도 완도군 출생이다. 1977년 제21회 행정고시 합격하여 공직에 입문하였다. 전라남도 행정부지사 등을 역임하고, 무소속 후보로 2008년 총선에 해남군 진도군 완도군 선거구에 출마하여 당선됐다. 2008년 8월 13일 민주당으로 복당하였다. 2012년 총선에서도 같은 선거구에서 민주통합당 후보로 공천받았다.
2017년 문재인 정부에서 제3대 농림축산식품부 장관으로 임명됐다. 2018년 장관직을 사퇴하고 제7회 전국동시지방선거 선거에 출마하여 전라남도지사로 당선되었다. 2022년 6월 제8회 전국동시지방선거에서 재선에 성공했다.

## 경력
- 1977년 제21회 행정고시 합격
- 1981년 내무부 사무관, 서기관
- 1994년 5월~1994년 12월 제34대 전라남도 강진군수(관선)
- 1995년 1월~1995년 6월 제31대 전라남도 완도군수(관선)
- 1995년 전라남도청 경제통상국장, 지방행정부이사관
- 1998년 7월~2000년 1월 전라남도 목포시 부시장
- 2000년 1월~2001년 1월 전라남도청 자치행정국장
- 동서교류협력재단 이사장
- 2001년 1월~2002년 2월 행정자치부 총무과 과장
- 2002년 2월 국민고충처리위원회 조사2국장
- 자치인력개발원 교수부장
- 2004년 행정자치부 국가전문행정연수원 자치행정연수부장, 이사관
- 2005년 행정자치부 정책홍보관리본부 홍보관리관
- 2006년 6월~2008년 1월 제5대 전라남도 행정부지사, 관리관
- 전남 친환경농업추진위원회 위원장
- 전남 투자유치협의회 위원장
- 목포대학교 겸임교수
- 2008년 4월 9일: 대한민국 제18대 국회의원 선거 당선(전남 해남군·완도군·진도군, 무소속, 초선)
- 2008년 5월~2012년 5월 제18대 국회의원(전남 해남군·완도군·진도군, 무소속→민주당→민주통합당, 초선)
- 2008년~2011년 민주당 전라남도당 해남군·완도군·진도군 지역위원회 위원장
- 2008년~2010년 민주당 전라남도당 윤리위원장
- 2008년~2010년 민주당 제3정책조정위원장
- 2009년 국회 농림수산식품위원회 위원
- 2011년 5월~2011년 12월 민주당 원내부대표
- 2011년 12월~2012년 5월 민주통합당 원내부대표
- 2011년 12월~2013년 5월 민주통합당 전라남도당 해남군·완도군·진도군 지역위원회 위원장
- 2012년 국회지방살리기포럼 공동대표
- 2012년 4월 11일: 대한민국 제19대 국회의원 선거 당선(전남 해남군·완도군·진도군, 민주통합당, 재선)
- 2012년 5월~2016년 5월 제19대 국회의원(전남 해남군·완도군·진도군, 민주통합당→민주당→새정치민주연합→더불어민주당, 재선)
- 2012년 7월~2013년 3월 제19대 국회 농림수산식품위원회 간사
- 2013년 1월~2013년 5월 민주통합당 사무총장
- 2013년 3월~2014년 5월 제19대 국회 농림축산식품해양수산위원회 간사
- 2013년 5월 민주당 사무총장
- 2013년 5월~2014년 3월 민주당 전라남도당 해남군·완도군·진도군 지역위원회 위원장
- 2013년 8월~2014년 5월 제19대 국회 예산결산특별위원회 위원
- 2014년 3월~2015년 12월 새정치민주연합 전라남도당 해남군·완도군·진도군 지역위원회 위원장
- 2014년 5월~2014년 10월 새정치민주연합 원내수석부대표
- 2014년 5월~2014년 10월 제19대 국회 국회운영위원회 간사
- 2014년 10월 새정치민주연합 원내대표 권한대행
- 2014년 6월~2016년 5월 제19대 국회 후반기 기획재정위원회 위원
- 2015년 2월~2015년 12월 새정치민주연합 수석대변인
- 2015년 12월~2018년 3월: 더불어민주당 전라남도당 해남군·완도군·진도군 지역위원회 위원장
- 2015년 12월~2016년 1월: 더불어민주당 수석대변인
- 2017년 7월~2018년 3월: 제3대 농림축산식품부 장관
- 2018년 6월 13일: 제7회 전국동시지방선거 당선(민선 7기, 전라남도지사, 더불어민주당, 초선)
- 2018년 7월~2022년 6월: 제38대 전라남도지사(민선 7기, 더불어민주당, 초선)
- 2018년 7월~: 전남도립대학교 이사장
- 2018년 7월~: 전남테크노파크 이사장
- 2018년 8월~2019년 7월: 제12대 전국시도지사협의회 부회장
- 2018년 9월~: 제5대 지역균형발전협의체 공동회장
- 한국상하수도협회 부회장
- 2022년 6월 1일: 제8회 전국동시지방선거 당선(민선 8기, 전라남도지사, 더불어민주당, 재선)
- 2022년 7월~: 제39대 전라남도지사(민선 8기, 더불어민주당, 재선)

## 역대 선거 결과
|  | 50.49% |

|  | 56.04% |

|  | 41.24% |

|  | 77.08% |

|  | 75.74% |

## 소속 정당
| 소속 정당 | 소속 정당      | 소속 기간 | 비고      |
| --------- | -------------- | --------- | --------- |
|           | 통합민주당     | 2008      | 정계 입문 |
|           | 무소속         | 2008      | 탈당      |
|           | 민주당         | 2008~2011 | 복당      |
|           | 민주통합당     | 2011~2013 | 합당      |
|           | 민주당         | 2013~2014 | 당명 변경 |
|           | 새정치민주연합 | 2014~2015 | 합당      |
|           | 더불어민주당   | 2015~현재 | 당명 변경 |

## 같이 보기
- 해남군·완도군·진도군
- 해남군의 국회의원
- 완도군의 국회의원
- 진도군의 국회의원
- 강진군수
- 완도군수
- 전라남도 부지사
- 농림축산식품부 장관
- 전라남도지사